# Московский НИИ психиатрии
Московский научно-исследовательский институт психиатрии (МНИИП) — филиал ФГБУ «Федеральный медицинский исследовательский центр психиатрии и наркологии имени В. П. Сербского» Минздрава России. Расположен на территории псхиатрической клинической больницы № 4 имени П. Б. Ганнушкина.
Штат МНИИП состоит преимущественно из высококвалифицированного научного коллектива. В его состав входят 30 докторов наук как медицинских, так и психологических, биологических и ряда других наук и 77 кандидатов наук. В институте работают 15 профессоров, из них 2 заслуженных деятеля науки России. Некоторые из сотрудников МНИИП — высокоавторитетные учёные, в том числе и в области психиатрии, — известны как в самой России, так и за её пределами.

## История института
Институт был учреждён постановлением коллегии научного сектора Наркомпроса РСФСР от 30 марта 1920 года «О преобразовании Психоневрологического музея в Московский психоневрологический институт». Именовался Институтом клинической и социальной психоневрологии, впоследствии был переименован в Невро-психиатрический институт. В 1936 году институту, составлявшему единое целое с больницей, было присвоено имя профессора Петра Борисовича Ганнушкина.
Основателями института были ученики С. С. Корсакова — представители московской школы психиатрии Ф. Е. Рыбаков и А. Н. Бернштейн.
Среди известных деятелей института — Л. М. Розенштейн, Д. Е. Мелехов, В. А. Внуков, И. Я. Гурович, А. Г. Амбрумова, Г. С. Васильченко, В. М. Шкловский, Г. Е. Сухарева, В. В. Ковалев, Н. Ф. Шахматов, А. Е. Снесарев, С. Ф. Семёнов, С. Г. Жислин, Б. В. Зейгарник, и другие.
Во время Великой Отечественной войны институт, возглавляемый в те годы П. Б. Посвянским, был эвакуирован в Томск, где на базе Томской психиатрической больницы был организован невропсихиатрический военный госпиталь, отделения которого стали клиниками института.

## Клиническая база института
Клинико-диагностическая база института позволяет проводить обследование самых сложных больных на уровне современных требований с использованием биохимических, патофизиологических, нейроэндокринных, томографических и других исследований.
При институте действует психоневрологический стационар, который располагает комфортабельными палатами со всеми удобствами. В клинических отделениях проходят лечение больные с пограничными психическими расстройствами; аффективными расстройствами; эпилепсией и органическими заболеваниями головного мозга.
При этом стационаре работают также детское отделение, основным предназначением которого является лечение детей с пограничными вариантами интеллектуальной недостаточности; отделение для наркологических больных с сочетанными с другими психическими заболеваниями патологиями. Помимо этого клинико-диагностическая база МНИИП включает в себя отделение интенсивной терапии психических заболеваний и дневной стационар.

## Деятельность
Высококвалифицированные специалисты проводят амбулаторный прием на базе консультативной поликлиники, созданной специально для этих целей. Помимо этого в стационаре осуществляется стационарное лечение и наблюдение особо сложных пациентов с участием и под руководством ведущих специалистов в различных областях, в том числе психиатрии, невропатологии, наркологии и ряда других медицинских дисциплин.
На базе консультативной поликлиники проводятся также и специализированные приемы и консультации по сексопатологии, психоэндокринологии, психосоматическим расстройствам, включая эпилепсии и иным заболеваниям центральной нервной системы.
В стационарном отделении института применяются все современные лекарственные и психотерапевтические методы лечения больных.

## Сотрудники и службы
Сотрудники института принимали участие в создании детской психиатрической службы, а также в создании суицидологической, логопедической, сексопатологической служб. Существует система помощи при различных формах патологии речи и нейро-реабилитации.
Направление психонейровирусологии развивал В. М. Морозов.
В 1960-е годы клинико-генетическую лабораторию института, которая занималась вопросами дифференциации олигофрений, возглавлял генетик В. П. Эфроимсон.
В институте впервые в стране применены инсулинотерапия (А. Кронфельд), электросудорожная терапия (М. Я. Серейский), получил развитие метод разгрузочно-диетической терапии (Ю. С. Николаев).
С 1954 года институт стал применять психотропные средства, и производил клиническую апробацию всех применяемых средств психофармакологии отечественного и зарубежного происхождения.
Г. Е. Сухарева выдвинула концепцию о соотношении общемозговых и локальных мозговых нарушений в развитии психических расстройств, с предположением, что дисциркуляторные, сосудистые или диэнцефального типа общемозговые нарушения зачастую предопределяют заболевание и его прогредиентность, которая была подтверждена такими исследователями, как А. С. Шмарьян, Р. Г. Голодец, Т. А. Доброхотова.
С 1993 года институт возглавляет доктор медицинских наук, профессор В. Н. Краснов. Заместитель директора института по научной работе — доктор медицинских наук, профессор И. Я. Гурович (с 1993 года).
В последнее время практикуются клинико-патогенетические исследования аффективных и соматоформных расстройств, проблемы этиопатогенеза, динамики психических расстройств и экологической психиатрии.